# Jules Perrot
Joseph, zis Jules Perrot n. 18 august 1810, Commune-Affranchie, Primul Imperiu Francez – d. 19 august 1892, Paramé⁠(d), Bretagne, Franța) a fost un balerin și maestru de balet⁠(d) francez, fiind una dintre figurile centrale ale epocii „baletului romantic”. 
A studiat cu Auguste Vestris. A debutat în 1830 la Opera din Paris.

## Lucrări
- 1836 Tarantella (Londra)

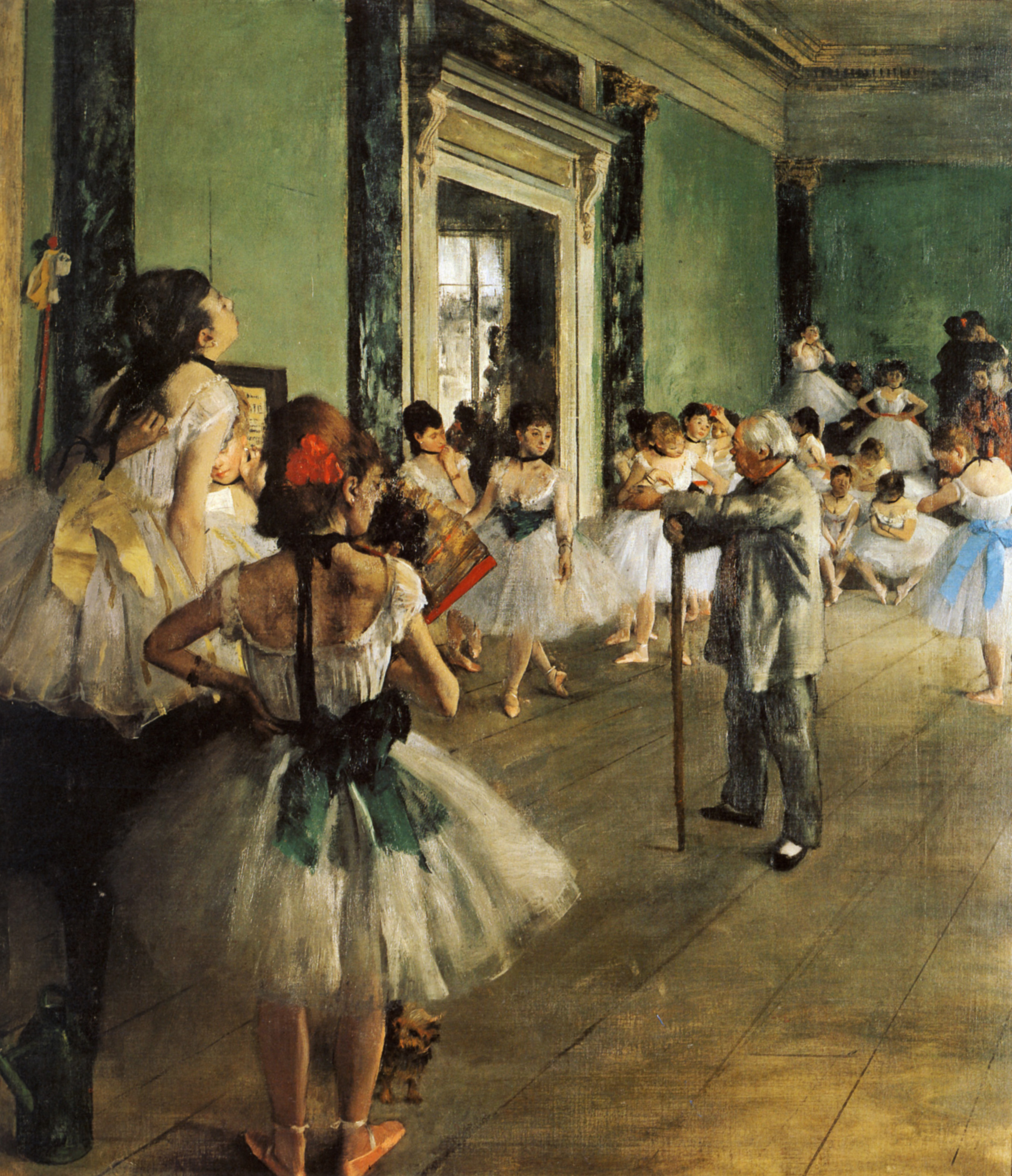
Edgar Degas, La Classe de danse
sub conducerea lui Jules Perrot (1874).

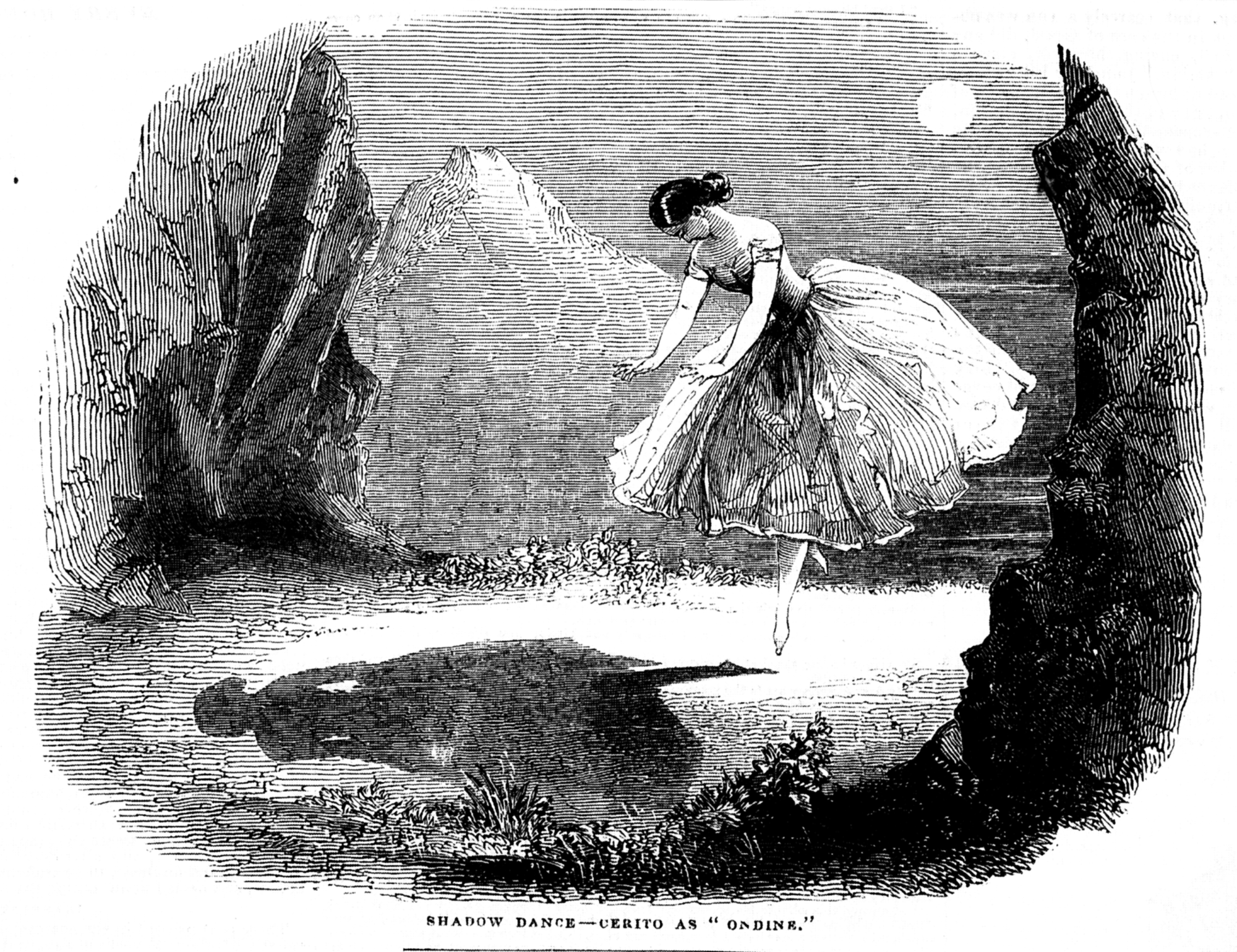
Fanny Cerrito în
Ondine ou la Naïade (1843).

- 1836 La Nymphe et le Papillon (Viena)
- 1836 Le Rendez-vous (Viena)
- 1838 Le Pêcheur napolitain (Viena)
- 1838 Le Lutin (Viena)
- 1838 Le Rendez-vous, versiune nouă (Neapole)
- 1841 Giselle (Paris)
- 1842 Le Pêcheur napolitain, versiune nouă (Londra)
- 1842 Une soirée du carnaval (Londra)
- 1843 L'Aurore (Londra)
- 1843 Ondine ou la Naïade (Londra)
- 1843 Le Délire d'un peintre (Londra)
- 1844 Esmeralda (Londra)
- 1844 Polka (Londra)
- 1844 Zélia ou la Nymphe de Diane (Londra)
- 1844 La Paysanne grande dame (Londra)
- 1845 Éoline ou la Dryade (Londra)
- 1845 Kaya ou l'Amour voyageur (Londra)
- 1845 La Bacchante (Londra)
- 1845 Pas de quatre (Londra)
- 1846 Catarina ou la Fille du bandit (Londra)
- 1846 Pas de trois (Londra)
- 1846 Lalla Rookh ou la Rose de Lahore (Londra)
- 1846 Le Jugement de Pâris (Londra)
- 1847 Odette ou la Démence de Charles VI (Milano)
- 1847 Pas de deux (Londra)
- 1847 Les Éléments (Londra)
- 1848 Faust (Milano)
- 1848 Les Quatre Saisons (Londra)
- 1849 La Filleule des fées (Paris)
- 1851 La Naïade et le Pêcheur (Sant-Petersburg)
- 1852 La Guerre des femmes (Sant-Petersburg)
- 1853 Gazelda ou les Tziganes (Sant-Petersburg)
- 1854 Faust, versiune nouă (Sant-Petersburg)
- 1854 Marco Bomba (Sant-Petersburg)
- 1855 Armida (Sant-Petersburg)
- 1857 La Débutante (Sant-Petersburg)
- 1857 La Petite Marchande de bouquets (Sant-Petersburg)
- 1857 La Rose, la Violette et le Papillon, după Petipa (Sant-Petersburg)
- 1858 Corsarul, după Mazilier (Sant-Petersburg)
- 1858 Éoline ou la Dryade, versiune nouă (Sant-Petersburg)
- 1864 Gazelda, versiune nouă (Milano)